# Systole (Verslehre)
Als Systole (altgriechisch συστολή ‚Zusammenziehen‘) wird in der antiken Verslehre eine vom Versmaß erzwungene Kürzung eines langen Vokals oder Diphthongs bezeichnet. Als Beispiel der folgende Vers von Vergil (Eklogen 4,61), bei dem das „e“ in tulerunt systolisch verkürzt wird:

“matri longa decem tulerunt fastidia menses”

Den Gegensatz bildet die Diastole (διαστολή ‚Ausdehnung‘), bei der das Versmaß die Verlängerung eines kurzen Vokals erzwingt.